# 御臨河

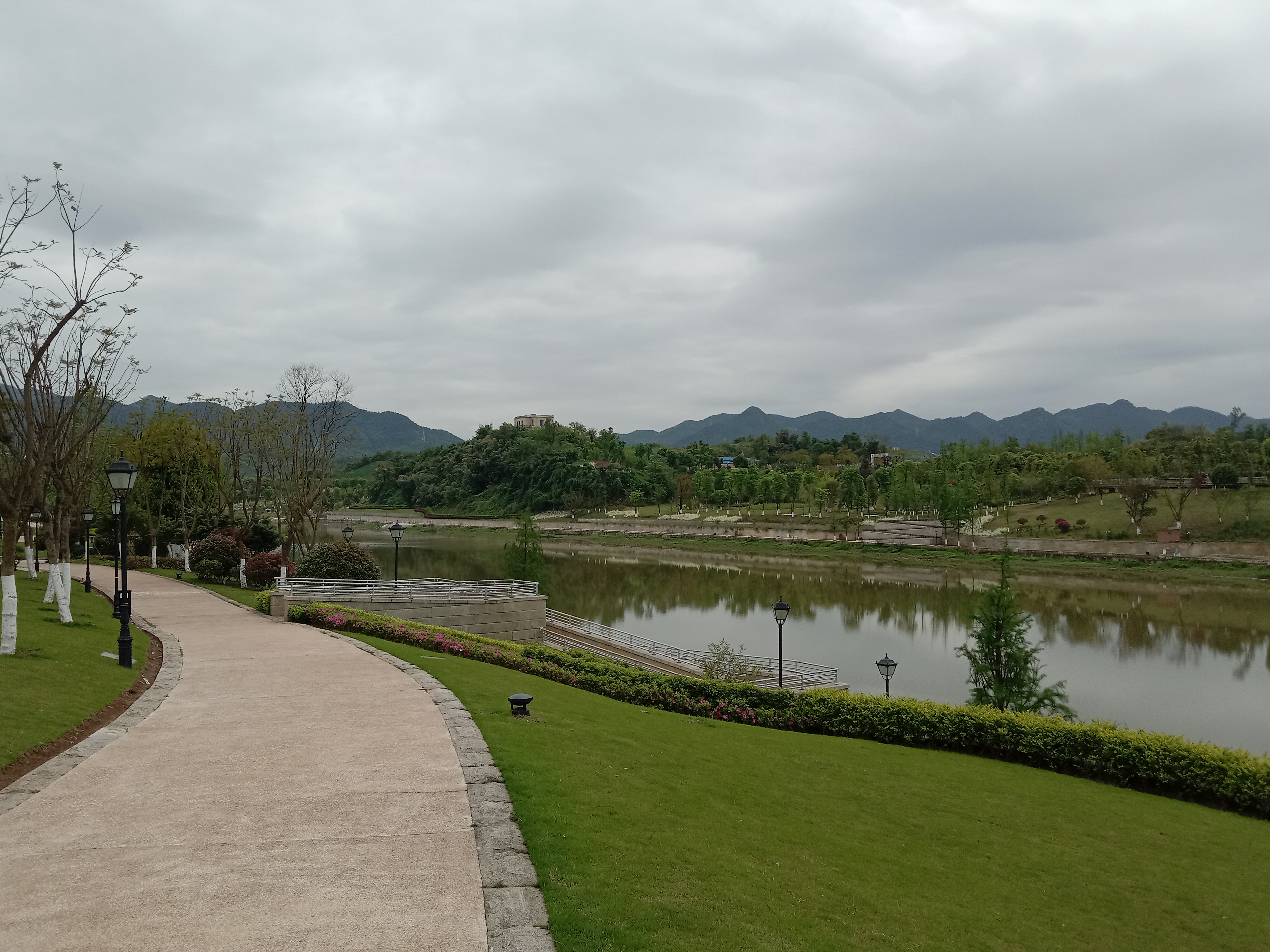

御臨河是長江北岸一支流，唐代稱“鄰水”，以源出鄰山而得名。宋稱大小鄰水。大鄰水，即今之東河，又以“寶石河”稱之；小鄰水，即今之西河，又以“芭蕉溪”稱之。流入重慶市江北縣境，則又以梅溪稱之。相傳，明惠帝為避永乐之祸（1403年），潛居鄰水河畔，故改此河為御臨河。
御臨河其上游為西河與東河，分別處於華鎣山與銅鑼山所構成的西槽和銅鑼山與明月山所構成的東槽中。西河為幹流，發源於大竹縣銅鑼山西河鄉八角村，南流至鄰水縣，稱“芭蕉河”，在灘，納“白水河”（即中河）後，始稱御臨河。自長壽縣稱沱鄉入重慶市境，復南流至江北縣統景鎮納“溫塘河”，向東流至江口與東河相匯後，沿著石船向斜的丘陵地區從北向南而下，至舒家鄉同心村折流橫切明月峽背斜，在洛磧太洪崗注入長江。全長218.2公里，流域面積3860.9平方公里，總落差538米。重慶市境內河段長58.4公里，流域面積908平方公里，落差23米。
流域內水系發育，有大於20平方公里的支流31條。其中較大的有東河、中河、溫塘河三條，以東河為最大。東河，一名大洪河，發源於大竹縣雙溪鄉三元寨，於江口匯入幹流。流域面積1452.6平方公里，河長145.7公里，落差246米，自長壽縣萬順鄉入重慶市境，市境內河段長37.1公里，落差96米，流域面積226.7平方公里。
御臨河兩岸風光秀麗，景色迷人，統景風景區尤為聞名。統景地處溫塘河峽谷地帶，古稱桶井。據史書記載，桶井，指四壁如井。民國35年（1946年）改稱統景，意為統天下之美景。統景有溫泉12處，水溫35-47℃，均屬硫酸鹽泉，1982年4月，重慶市人民政府命名為統景風景區。桶井峽猿。列為巴渝十二景之一。